# Winterfylleth
A Winterfylleth angol black metal együttes. Lemezeiket a Candlelight Records illetve Profound Lore Records kiadók jelentetik meg.

## Története
2007-ben alakultak Manchesterben. Megalakulásuk évében kiadtak egy demót, amellyel rögtön felkeltették a Profound Lore Records figyelmét. Első nagylemezük egy évvel később, 2008-ban már meg is jelent. Maga a "winterfylleth" szó régi szász vagy óangol nyelven "októbert" jelent, modern angolra pedig "téli teliholdként" fordítható. Az első stúdióalbumuk nagy sikert ért el, több brit black metal rajongó is felfigyelt az együttesre. Második stúdióalbumuk 2010-ben került piacra, ezúttal a Candlelight Records gondozásában. Ez az album is nagy sikerű lett, a Terrorizer magazin az év legjobb albumai közé válogatta. Ekkor már turnéztak is, olyan nagy fesztiválokon, mint a Wacken Open Air, Graspop, Hellfest, Bloodstock Open Air. 2012-ben, 2014-ben, 2016-ban is megjelentettek stúdióalbumokat. 2018 áprilisában új nagylemezt is piacra dobtak.

## Tagok
- Chris Naughton - gitár, éneklés (2007-)
- Simon Lucas - dobok (2007-)
- Nick Wallwork - basszusgitár, háttér-éneklés (2009-)
- Dan Capp - gitár, háttér-éneklés (2014-)
- Mark Deeks - billentyűk, háttér-éneklés (2014)

Korábbi tagok:
- Richard Brass - gitár, háttér-éneklés (2008-2009)
- Chris Westby - basszusgitár (2008-2009)
- Mark Wood - gitár, háttér-éneklés (2009-2014)

## Diszkográfia
- The Ghost of Heritage (2008)
- The Mercian Sphere (2010)
- The Threnody of Triumph (2012)
- The Divination of Antiquity (2014)
- The Dark Hereafter (2016)
- The Hallowing of Heirdom (2018)

### Demók
- Rising of the Winter Full Moon (2007)

### Split-lemezek
- Thousands of Moons Ago / The Gates (split lemez a Drudkh-kal, 2014)

### Válogatáslemezek
- One and All, Together, For Home (2014)